# Classe A (torpilleur)
Pour les autres classes de navires du même nom, voir Classe A.
La Classe A (A-I à A-III) est une classe de torpilleurs côtiers de la Kaiserliche Marine construite spécifiquement, durant la Première Guerre mondiale pour servir sur la côte flamande occupée. Ils servent aussi comme dragueur de mines rapide et d'escorteur. Leur faible vitesse (20 à 25 nœuds) ne permet pas d'offensive contre les gros torpilleurs.

## Série A-I (Torpilleurs A 1 à A 25)
- Longueur : 41,10 m
- Largeur : 4,60 à 5,00 m
- Tirant d'eau : 1,50 m
- Déplacement : 110/137 tonnes
- Propulsion : 2 chaudières à charbon /2 machines à vapeur (triple expansion) - 3 cylindres de 1200 cv
- Vitesse (maxi) : 19/20 nœuds
- Armement : 1 canon-pistolet à tir rapide de 50 mm ou 1 canon de 52 mm ; 2 tubes lance-torpilles de 450 mm ; 2 mitrailleuses
- Équipage : 28

Cette série de 1914 était de même conception que la série S 32 à S 41 de 1885 . Quinze bateaux, dont le A 20, ont été démontés puis transportés par chemin de fer en Belgique occupée et réassemblés. Les dix autres ont servi de dragueurs de mines côtiers. Les 25 bateaux, construits sur le chantier naval AG Vulcan à Szczecin ont été mis en service entre le 29 janvier et le 15 octobre 1915. En raison de la mauvaise qualité de construction des tubes lance-torpilles, ils ont été enlevés. À la fin de la guerre, l' A 20 et douze autres unités ont été en internement aux Pays-Bas.

Les A4, A5, A8, A9,A11, A12, A14, A16 et A20 ont été remis à la Belgique au titre des réparations de guerre et intègrent le nouveau Corps de Torpilleurs et Marins.

## Série A-II (Torpilleurs A 26 à A 55)
La série A-I étant de mauvaise conception, une amélioration est proposée en la basant sur la classe Sirio de la marine italienne sortie en 1905 du chantier polonais Schichau. Cette deuxième série est programmée en 1915.
- Longueur : 49 m
- Largeur : 5,32 à 5,62 m
- Tirant d'eau : 2,34 m
- Déplacement : 252 tonnes
- Propulsion : 1 chaudière à mazout / 1 turbine Schichau de 3250 cv
- Vitesse (maxi) : 25 nœuds
- Armement : 2 x 1 canon de 88 mm ; 1 Tube lance-torpilles de 450 mm ; 1 mitrailleuse
- Équipage : 34

Les bateaux de cette série ont été construits sur le chantier naval polonais Schichau-Werke de Elbling

Les A 30, A 40, A 42, A43, A 47, A 49 furent cédés à la Belgique pour dommage de guerre et intégrèrent le Corps de Torpilleurs et Marins.

## Série A-III (Torpilleurs A 56 à A 95)
Durant la guerre la série A-II n'est pas encore satisfaisante. Le bureau d'étude de la Kaiserliche Marine propose d'en construire une  nouvelle série (année 1916 ) sur le modèle du torpilleur de classe Tumleren de la Marine royale danoise sorti du chantier Schichau en 1910.
- Longueur : 60 à 61,10 m
- Largeur : 6,30 à 6,40 m
- Tirant d'eau : 2,34 m
- Déplacement : 381/392 tonnes
- Propulsion : 2 chaudières à mazout / 2 turbines Schichau ou AEG Vulcan de 5800/6000 cv sur deux arbres
- Vitesse (maxi) : 26.7/28.2 nœuds
- Armement : 2 x 1 canon Utof de 88 mm ; 1 tube lance-torpilles de 450 mm
- Équipage : 50/55

Les A 56 à A 67 et A 80  à A 91 ont été construits au chantier naval polonais AG Vulcan à Szczecin. 
Les A 68 à A 79 et A 92 à A 95 sur le chantier naval polonais Schichau-Werke de Elbling.

Les A 96 à A 113 n'ont jamais été terminés.

### Lien connexe
- A19 (torpilleur)